# Curt Smith
Curt Smith (Willemstad, 9 september 1986) is een Curaçaose honkballer.

## Loopbaan
Smith begon met honkbal in Curaçao waar hij aanvankelijk als derde honkman en korte stop speelde. Na zijn middelbare school ging hij spelen voor de University of Maine waar hij vier seizoenen uitkwam. In 2008 kreeg hij een contract aangeboden door de St. Louis Cardinals organisatie en kwam hij uit in de Rookie League bij de dochterclub de Johnson City Cardinals. Hier sloeg hij vijf homeruns en sloeg 24 spelers binnen en behaalde het hoogste slaggemiddelde van zijn team dat seizoen, .359. Hierna promoveerde hij naar het Single A team van de Cardinals, de Quad City River Bandits waar hij het seizoen beëindigde. Het seizoen erna ging hij naar het single A team de Palm Beach Cardinals waar hij vooral als eerste honkman uitkwam en wederom excelleerde in honkslagen, homeruns en binnengeslagen punten. Momenteel speelt hij op double A niveau voor de Lincoln Saltdogs.

## Nationaal team Curaçao
Smith deed met het team van Curaçao in 2002 mee aan de Senior League World Series. Hij speelde daar onder meer samen met Shairon Martis, Jair Jurrjens, Hainley Statia en Sharlon Schoop.

## Nederlands team
Smith werd in 2009 voor het eerst opgeroepen voor het Nederlands team. Hij deed mee aan de voorbereidingen voor het toernooi van de World Baseball Classic van dat jaar en speelde mee in de reeks oefenwedstrijden tegen onder meer een aantal Major League teams. In het toernooi maakte hij zijn debuut in de wedstrijd tegen de Dominicaanse Republiek waar hij in de 11e inning als pinch-hitter opgesteld werd en een honkslag produceerde waardoor kort daarna de stand 1-1 werd doordat Sidney de Jong scoorde en Nederland uiteindelijk met 2-1 won. Hij kwam uit in vier wedstrijden. In 2011 deed hij mee met het team aan het Wereldkampioenschap honkbal 2011 waarbij het werd uitgeroepen tot de Meest Waardevolle Speler (MVP) van het toernooi en met het team de wereldtitel behaalde. Bij het Europees kampioenschap honkbal 2014 werd hij eveneens uitgeroepen tot Meest Waardevolle Speler (MVP). In zeven wedstrijden sloeg hij dertien honkslagen (.488), waaronder zes homeruns, scoorde veertien runs en had een RBI van eveneens veertien.